# Condado de Manatee
O condado de Manatee (em inglês:  Manatee County) é um dos 67 condados do estado americano da Flórida. A sede e cidade mais populosa do condado é Bradenton. Foi fundado em 9 de janeiro de 1855.

## Geografia
De acordo com o United States Census Bureau, o condado possui uma área de 2 312 km², dos quais 1 924 km² estão cobertos por terra e 388 km² por água.

## Demografia
Segundo o censo nacional de 2010, o condado possui uma população de 322 833 habitantes e uma densidade populacional de 168 hab/km². Possui 172 690 residências, que resulta em uma densidade de 90 residências/km².
Das seis localidades incorporadas no condado, Bradenton é a mais populosa e a mais densamente povoada, com 49 546 habitantes e densidade populacional de 1 349,1 hab/km², enquanto Bradenton Beach é a menos populosa, com 1 171 habitantes. De 2000 para 2010, a população de Palmetto cresceu 0,3% e a de Holmes Beach reduziu em quase 23%. Apenas duas localidades possuem população superior a 10 mil habitantes.